# Тодо модо
«Тодо модо» (исп. Todo modo) — кинофильм режиссёра Элио Петри, вышедший на экраны в 1976 году. Экранизация одноимённого романа Леонардо Шаши. Лента получила премию «Серебряная лента» за лучшую мужскую роль второго плана (Чиччо Инграссия).

## Сюжет
Около сотни представителей высшего общества собираются на ежегодную церемонию «говения», основанную на идеях и трудах Игнатия Лойолы. В течение трёх дней многочисленные министры, депутаты, банкиры, газетчики и даже сам Президент, съехавшиеся в подземный бункер «Дзафер» (некий гибрид катакомб, гостиницы и пустыни), должны молиться, медитировать и рассуждать о высоком. Руководит церемонией неистовый иезуит дон Гаэтано, испытывающий ненависть и отвращение к продажным и развращённым сильным мира сего. Хотя в течение всего пребывания полагается испытывать смирение и стремиться познать Господа, медитирующие не могут отрешиться от мирских дел и постоянно ссорятся и обвиняют друг друга во всех смертных грехах. Вскоре собравшиеся начинают один за другим погибать при загадочных обстоятельствах. Президент высказывает предположение, что жертвами становятся те из руководителей, названия организаций которых позволяют составить фразу Лойолы Todo modo para buscar la voluntad divina, что в переводе с испанского означает «Все средства хороши, чтобы постигнуть волю Божью»...

## Интерпретация
Как и другие фильмы режиссёра Элио Петри, картина «Тодо модо» может быть истолкована по-разному. Сам режиссёр, комментируя фильм, отмечал, что в главном герое запечатлел импотенцию (прежде всего политическую, но в гротескно-сексуальной аранжировке) правивших на протяжении тридцати лет в Италии христианских демократов . В 1976 году фильм критиковали за излишний пессимизм , однако вскоре его финал стал восприниматься как политическое пророчество (в нём просматривается неожиданное сходство с убийством Альдо Моро). 
Автор положенного в основу картины романа (фильм является лишь вольной его версией) Леонардо Шаша расценил экранизацию как продолжение традиций Пазолини:
«Тодо модо» — пазолиниевская картина. В том смысле, что Пазолини стремился подвергнуть суду правящий класс христианских демократов, но так и не сделал этого, а Петри сегодня удалось это осуществить.
На эту картину откликнулся знаменитый писатель Альберто Моравиа, поставивший её в один ряд с известными образцами политического гротеска в кино 1970-х годов: фильмом Марко Феррери «Большая жратва» и фильмом Франческо Рози «Сиятельные трупы», также являющимся экранизацией романа Леонардо Шаша .
Вот как характеризует фильм известный российский кинокритик Михаил Трофименков:
Красные и черные бригады, мафия, масоны, гангстеры — все они слились в одно черное облако, сгустившееся над страной. Зловещий фильм Элио Петри — коллективный портрет этого "облака". Хозяева жизни, собравшись на вилле под Римом, чтобы выбрать некоего "преемника", умирают один за другим. Как в "Десяти негритятах" Агаты Кристи, подозревать некого, поскольку погибают все. Самым могущественным человеком оказывается самый неприметный — услужливый шофер, пускающий пулю в затылок своему боссу.

## В ролях
- Джан Мария Волонте — М., президент
- Марчелло Мастроянни — дон Гаэтано
- Марианджела Мелато — Джачинта, жена президента
- Чиччо Инграссия — Вольтрано
- Франко Читти — водитель М.
- Тино Шотти — повар
- Ренато Сальватори — доктор Скаламбри, следователь
- Мишель Пикколи — Он